# Laphonza Butler
Laphonza Romanique Butler (Magnolia, 11 de mayo de 1979) es una activista y política estadounidense que se desempeñó como senadora de los Estados Unidos por California desde octubre de 2023 hasta diciembre de 2024. 
Anteriormente a su nombramiento, Butler ejerció desde 2021 como presidenta de EMILY's List, un comité de acción política (PAC) para apoyar a los demócratas proelección. El 1 de octubre de 2023, el gobernador de California, Gavin Newsom, anunció que había elegido a Butler para ocupar el escaño en el Senado de los Estados Unidos que quedó vacante tras la muerte de Dianne Feinstein. Se espera que asuma el cargo en octubre del mismo año.

## Primeros años de vida
Butler nació en Magnolia, Misisipi, siendo la menor de tres hermanos. Su padre murió de una enfermedad cardíaca cuando ella tenía 16 años. Asistió a la escuela secundaria South Pike en Magnolia y a la Universidad Estatal de Jackson.

## Carrera
Butler comenzó su carrera como organizadora sindical de enfermeras en Baltimore y Milwaukee, conserjes en Filadelfia y trabajadores de hospitales en New Haven, Connecticut. En 2009, se mudó a California, donde organizó a cuidadores y enfermeras a domicilio, y se desempeñó como presidenta de Service Employees International Union (SEIU) United Long Term Care Workers, SEIU Local 2015.
Butler fue elegida presidenta del Consejo Estatal SEIU de California en 2013. Emprendió esfuerzos para aumentar el salario mínimo de California y aumentar los impuestos sobre la renta de los californianos más ricos. Como presidenta de SEIU Local 2015, Butler respaldó a Hillary Clinton en las primarias presidenciales demócratas de 2016.
En 2015, Butler fue nombrada por el gobernador Jerry Brown para un período de 12 años como regente de la Universidad de California. Renunció a su cargo de regente en 2021.
Butler se unió a SCRB Strategies como socia en 2018. En SCRB, desempeñó un papel central en la campaña presidencial de 2020 de Kamala Harris. Butler también asesoró a Uber en sus tratos con los sindicatos mientras estuvo en SCRB. Butler era conocida como una aliada política de Harris desde su primera candidatura a Fiscal General de California en 2010, cuando ayudó a Harris a negociar un respaldo compartido de SEIU en la carrera.
Butler dejó SCRB en 2020 para unirse a Airbnb como directora de políticas públicas y campañas en América del Norte.
Butler fue nombrada como la tercera presidenta de EMILY's List en 2021. Fue la primera mujer negra y la primera madre en dirigir la organización.

## Senado de Estados Unidos

### Nombramiento
El 1 de octubre de 2023, Politico informó que el gobernador Gavin Newsom había elegido a Butler para convertirse en la próxima senadora estadounidense por California, ocupando el puesto que quedó vacante tras la muerte de la senadora Dianne Feinstein. La oficina de Newsom confirmó la noticia poco tiempo después.

## Vida personal
Butler es abiertamente lesbiana y comparte una hija con su pareja, Neneki Lee.